# キャレブ・デシャネル
キャレブ・デシャネル（Caleb Deschanel, 本名: Joseph Caleb Deschanel, 1944年9月21日 - ）は、アメリカ合衆国の映画撮影監督。ケイレブ・デシャネルとも表記。ペンシルベニア州フィラデルフィア出身。

## 来歴
ジョンズ・ホプキンス大学で学んだ後、南カリフォルニア大学School of Cinematic Artsなどで映画製作を学ぶ。
『ライトスタッフ』、『ナチュラル』などで6回アカデミー撮影賞にノミネートされているが、いまだ受賞経験はない。
娘は共に女優であるエミリー・デシャネル、ズーイー・デシャネル。2009年の『私の中のあなた』では短い出番でエミリーが出演している。

## 主な撮影作品
- アメリカン・グラフィティ2 More American Graffiti （1979年）
- チャンス Being There （1979年）
- ワイルド・ブラック/少年の黒い馬 The Black Stallion （1979年）
- ライトスタッフ The Right Stuff （1983年）
- ナチュラル The Natural （1984年）
- スラッガーズ・ワイフ The Slugger's Wife （1985年）
- ツイン・ピークス Twin Peaks (1991年)
- あなたに降る夢 It Could Happen to You （1994年）
- グース Fly Away Home （1996年）
- 微笑みをもう一度 Hope Floats （1998年）
- メッセージ・イン・ア・ボトル Message in a Bottle （1999年）
- アンナと王様 Anna and the King （1999年）
- パトリオット The Patriot （2000年）
- ハンテッド The Hunted （2003年）
- タイムライン Timeline （2003年）
- パッション The Passion of the Christ （2004年）
- ナショナル・トレジャー National Treasure （2004年）
- スパイダーウィックの謎 The Spiderwick Chronicles （2008年）
- キルショット Killshot （2009年）
- 私の中のあなた My Sister's Keeper （2009年）
- ドリームハウス Dream House （2011年）
- キラー・スナイパー Killer Joe （2011年）
- リンカーン/秘密の書 Abraham Lincoln: Vampire Hunter （2012年）
- アウトロー Jack Reacher （2012年）
- ハリウッド・スキャンダル Rules Don't Apply （2016年）
- ある画家の数奇な運命 Werk ohne Autor （2018年）